# Blairsville (Georgia)
Blairsville – miasto w Stanach Zjednoczonych, w stanie Georgia, siedziba administracyjna hrabstwa Union.